# المؤتمر الأمريكي اليهودي
المؤتمر الأمريكي اليهودي (بالإنجليزية: American Jewish Congress)‏ هو بمثابة رابطة لليهود الأمريكيين والتي تم تنظيمها للدفاع عن المصالح اليهودية في الداخل والخارج من خلال الدعوة إلى السياسة العامة، وذلك باستخدام الدبلوماسية والتشريعات والمحاكم.

## وصلات خارجية
- الموقع الرسمي
- Guide to the Records of American Jewish Congress at the American Jewish Historical Society, New York.
- The U.S. Holocaust Memorial Museum
- World Jewish Congress website
- United States Holocaust Memorial Museum - American Jewish Congress
- Finding Aid to the American Jewish Congress, Northern California Division records, 1957-1988 The Bancroft Library